# Discografia di Sarah Toscano
La discografia di Sarah Toscano, cantautrice italiana, è costituita da due EP, undici singoli e sei video musicali (inclusi quelli come artista ospite), pubblicati dal 2022.

## Extended play
| Anno                                                         | Titolo | Classifiche |
| Anno                                                         | Titolo | ITA         |
| ------------------------------------------------------------ | --- | ----------- |
| 2022                                                         | Riflesso - Pubblicato: 21 ottobre 2022 - Etichetta: Universal Music Italia - Formati: CD, download digitale, streaming | —           |
| 2024                                                         | Sarah - Pubblicato: 17 maggio 2024 - Etichetta: Warner Music Italy - Formati: CD, download digitale, streaming         | 12          |
| "—" indica una pubblicazione non classificata in quel paese. | |             |

## Singoli

### Come artista principale
| Anno                                                         | Titolo               | Classifiche | Certificazioni | Unità      | Album di provenienza |
| Anno                                                         | Titolo               | ITA         | Certificazioni | Unità      | Album di provenienza |
| ------------------------------------------------------------ | -------------------- | ----------- | -------------- | ---------- | -------------------- |
| 2022                                                         | 9 giugno             | —           |                |            | Riflesso             |
| 2023                                                         | Touché               | —           | Sarah          |            |                      |
| 2023                                                         | Viole e violini      | —           | Sarah          |            |                      |
| 2024                                                         | Mappamondo           | —           | Sarah          |            |                      |
| 2024                                                         | Sexy magica          | 83          | Sarah          |            |                      |
| 2024                                                         | Roulette             | —           | Sarah          |            |                      |
| 2024                                                         | Tacchi (fra le dita) | —           | /              |            |                      |
| 2025                                                         | Amarcord             | 19          | /              | - ITA: Oro | - ITA: 100 000+      |
| 2025                                                         | Taki                 | 82          | /              |            |                      |
| "—" indica una pubblicazione non classificata in quel paese. |                      |             |                |            |                      |

### Come artista ospite
| Anno                                                         | Titolo                                                | Classifiche | Album di provenienza |
| Anno                                                         | Titolo                                                | ITA         | Album di provenienza |
| ------------------------------------------------------------ | ----------------------------------------------------- | ----------- | -------------------- |
| 2024                                                         | Safety Net (Bea and her Business feat. Sarah Toscano) | —           | /                    |
| 2025                                                         | Perfect (Carl Brave feat. Sarah Toscano)              | 62          | Notti brave amarcord |
| "—" indica una pubblicazione non classificata in quel paese. |                                                       |             |                      |

## Video musicali
| Anno | Titolo               | Regista          |
| ---- | -------------------- | ---------------- |
| 2024 | Sexy magica          | Byron Rosero     |
| 2024 | Roulette             | Gianni Gentile   |
| 2024 | Tacchi (fra le dita) | Puro             |
| 2025 | Amarcord             | Byron Rosero     |
| 2025 | Perfect              | Maurizio Zanieri |
| 2025 | Taki                 | Byron Rosero     |

## Partecipazioni
Di seguito sono riportati gli album e le compilation dove è stato inserito almeno un brano della cantautrice.

### Compilation
| Anno | Titolo      | Album di provenienza                                          |
| ---- | ----------- | ------------------------------------------------------------- |
| 2024 | Sexy magica | 105 Summer Festival Radio Norba Battiti Live Compilation 2024 |
| 2025 | Amarcord    | Sanremo 2025                                                  |
| 2025 | Perfect     | Battiti Live Compilation 2025 Radio Italia Summer Hits 2025   |
| 2025 | Taki        | Battiti Live Compilation 2025                                 |